# Boracay
Boracay je mali otok u Filipinima koji se nalazi oko 315 km južno od Manile i 2 km sjeverozapadno od otoka Panay u zapadnom dijelu regije Visayas. Boracay i njegove plaže su dobili brojne nagrade od turističkih publikacija i agencija. Osim po svojim bijelim pješčanim plažama, Boracay je također poznat po tome što je jedan od najboljih svjetskih destinacija za opuštanje. Turizam se na otoku počeo razvijati tijekom 1970-ih.
White Beach (hr. bijela plaža), glavna turistička plaža, je dugačka oko četiri kilometra i uz nju se nalaze naselja, hoteli, restorani i drugi turistički objekti. Nalazi se na zapadnom dijelu otoka, dok se sa suprotne, istočne, strane nalazi plaža Bulabog. Boracay osim ovih ima još nekoliko plaža.
Površina otoka iznosi 10,32 km2. Na otoku je prema podacima iz 2000. godine živjelo 12.003 stanovnika.

## Vanjske poveznice
- Službene turističke stranice  Arhivirana inačica izvorne stranice od 28. ožujka 2013. (Wayback Machine)
- Boracay - turistički vodič
- Hoteli na Boracayu